# Echinoaesalus gedeensis
Echinoaesalus gedeensis là một loài bọ cánh cứng trong họ Lucanidae. Loài này được Huang & Wu mô tả khoa học năm 2011.